# Ilex sarawaccensis
Ilex sarawaccensis är en järneksväxtart som beskrevs av Ludwig Eduard Loesener. Ilex sarawaccensis ingår i släktet järnekar, och familjen järneksväxter. Inga underarter finns listade i Catalogue of Life.